# Internatie Reningelst
De Intenatie Reningelst was een jaarlijkse wielerwedstrijd in het West-Vlaamse Reningelst die vanaf 1971 georganiseerd werd.